# William Grant & Sons
William Grant & Sons Ltd. é uma empresa familiar escocesa que produz whiskey e outras bebidas alcoólicas. Foi fundada em 1886 por William Grant. os seus whiskys são bem caros e raros

## Principais marcas
- Glenfiddich single malt Scotch whisky
- Grant's blended Scotch whisky
- Balvenie single malt Scotch whisky
- Hendrick's Gin
- Reyka Vodka Premium Icelandic Vodka
- Sailor Jerry Spiced rum
- Old Vatted Demerara rum
- Wood’s 100 Old Navy rum
- Vat 19 premium rum
- Gibson’s Finest
- Clan MacGregor blended Scotch whisky
- Monkey Shoulder triple malt whisky
- Taboo
- Innis & Gunn cerveja